# Timeless (série télévisée)
Pour les articles homonymes, voir Timeless.
Timeless ou Intemporel au Québec est une série télévisée américaine en 28 épisodes de 42 minutes créée par Eric Kripke et Shawn Ryan, diffusée entre le 3 octobre 2016 et le 13 mai 2018 sur le réseau NBC, et en simultané sur le réseau Global au Canada. Un téléfilm en deux parties a été diffusé le 20 décembre 2018.
En Suisse, la série est diffusée depuis le 20 août 2017 sur RTS Un, au Québec, depuis le 21 septembre 2017 sur le réseau V, et en Belgique depuis le 10 décembre 2020 sur Plug RTL.
En France, TF1 a diffusé les dix premiers épisodes de la première saison à partir du 27 juillet 2019, puis a interrompu sa diffusion. m6 la diffuse sur sa plaforme depuis mars 2025 
La série raconte le vol dans un laboratoire d'une machine temporelle. Ayant enlevé l'inventeur de la machine, les voleurs s'enfuient à bord de la machine et voyagent dans le temps. Les forces de l'ordre et le président de la société décident d'envoyer à leur poursuite une équipe composée de personnes aux talents différents mais complémentaires. Les membres de l'équipe poursuivent à travers le temps les terroristes qui veulent modifier l'histoire des États-Unis.

## Synopsis
Un soir, des individus mal intentionnés attaquent un laboratoire de la société américaine Mason Industries et réussissent à s'emparer du fruit de leurs recherches secrètes, qui viennent d'aboutir à la mise en service puis aux tests concluants d'une machine temporelle fiable. À l'arrivée des secours, les voleurs s'enfuient à bord de la machine et voyagent dans le temps. Ils ont enlevé avec eux une personne sachant piloter la machine temporelle, l'inventeur le professeur Anthony Bruhl.
Le département de la Sécurité intérieure des États-Unis et le président de Mason Industries, Connor Mason, décident d'envoyer à leur poursuite une équipe composée de Lucy Preston, une historienne, de Rufus Carlin, un scientifique et de Wyatt Logan, un sergent-chef des Delta Force. Ils partent à la poursuite des terroristes, qui veulent modifier l'histoire des États-Unis, à travers le temps et réussissent à les contrecarrer mais non sans conséquence, à chaque mission, l'histoire étant modifiée malgré tout avec des changements mineurs.
Ainsi, au retour de la première mission, Lucy Preston découvre un présent modifié également à son retour : elle se retrouve fille unique, sa sœur Amy n'a jamais existé, sa mère qui était atteinte d'un cancer des poumons est en pleine forme et ne s'est jamais mariée, et elle trouve un fiancé qu'elle n'a jamais connu.
Le chef des terroristes, Garcia Flynn, veut détruire l'histoire des États-Unis puisque selon lui, une organisation secrète dénommée Rittenhouse, dirige dans l'ombre les États-Unis depuis 1778. Elle serait responsable de l'assassinat de son épouse et de sa fille. Lucy Preston aurait des liens, sans le savoir, avec Rittenhouse par son père, qu'elle ne connaît pratiquement pas.

## Distribution

### Acteurs principaux
- Abigail Spencer (VF : Marie Diot) : Lucy Preston
- Matt Lanter (VF : Sylvain Agaësse) : Sergent Wyatt Logan
- Malcolm Barrett (VF : Namakan Koné) : Rufus Carlin
- Sakina Jaffrey (VF : Nathalie Karsenti) : Agent Denise Christopher
- Paterson Joseph (VF : Gilles Morvan) : Connor Mason
- Claudia Doumit (VF : Laura Felpin) : Jiya
- Goran Višnjić (VF : Stéphane Ronchewski) : Garcia Flynn

Photos des acteurs principaux au San Diego Comic-Con 2016
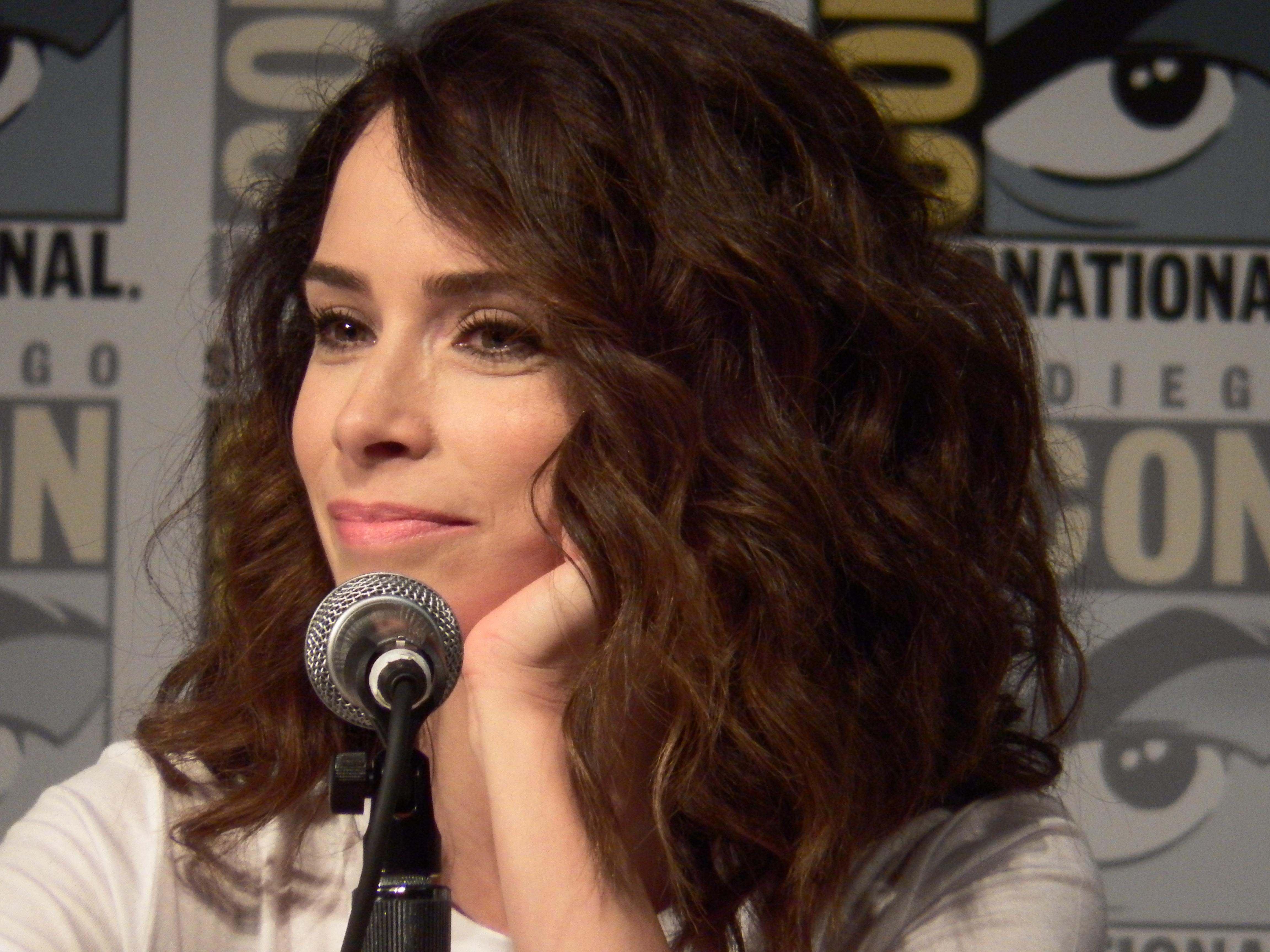
Abigail Spencer interprète Lucy Preston.
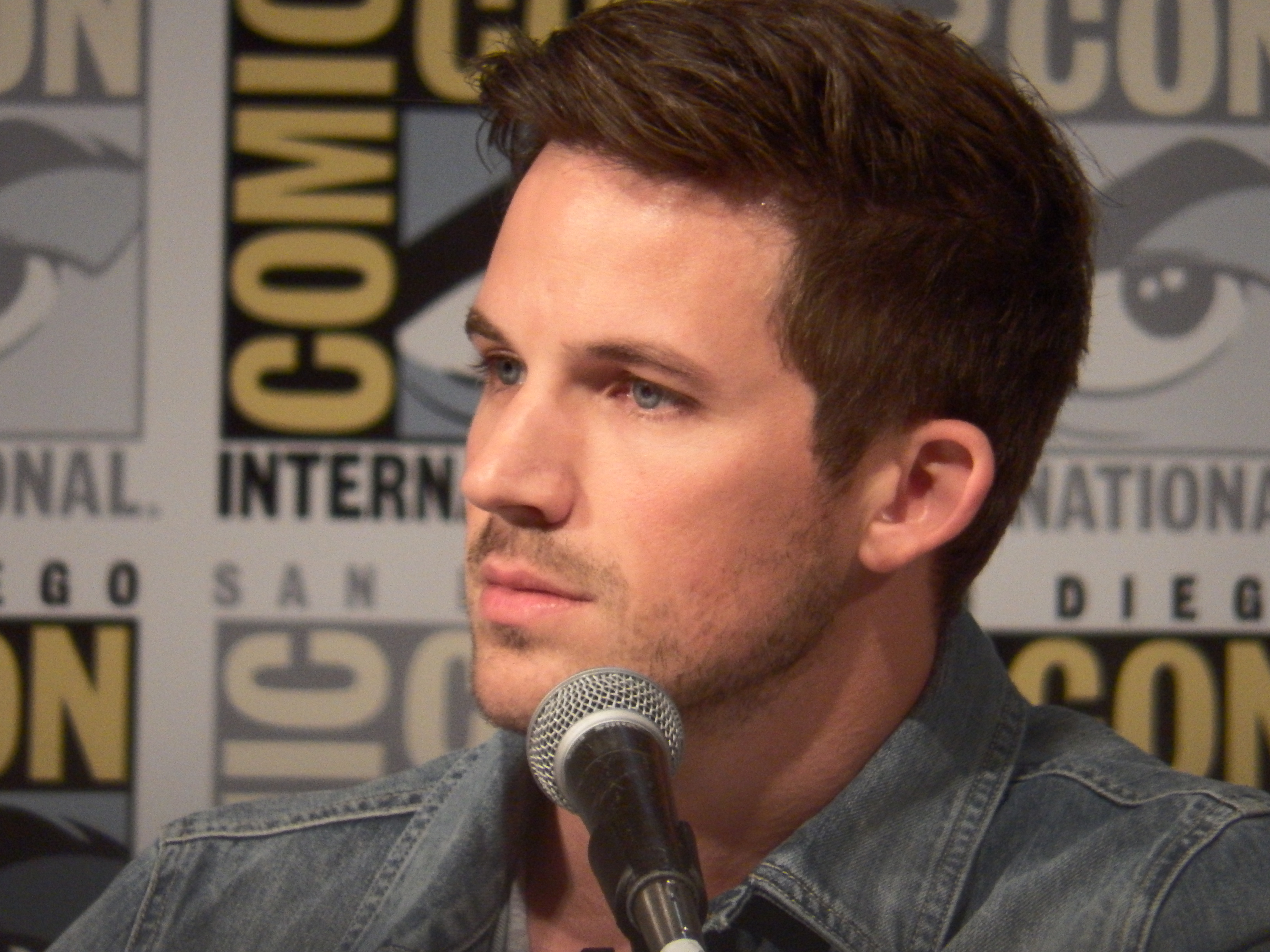
Matt Lanter interprète Wyatt Logan.
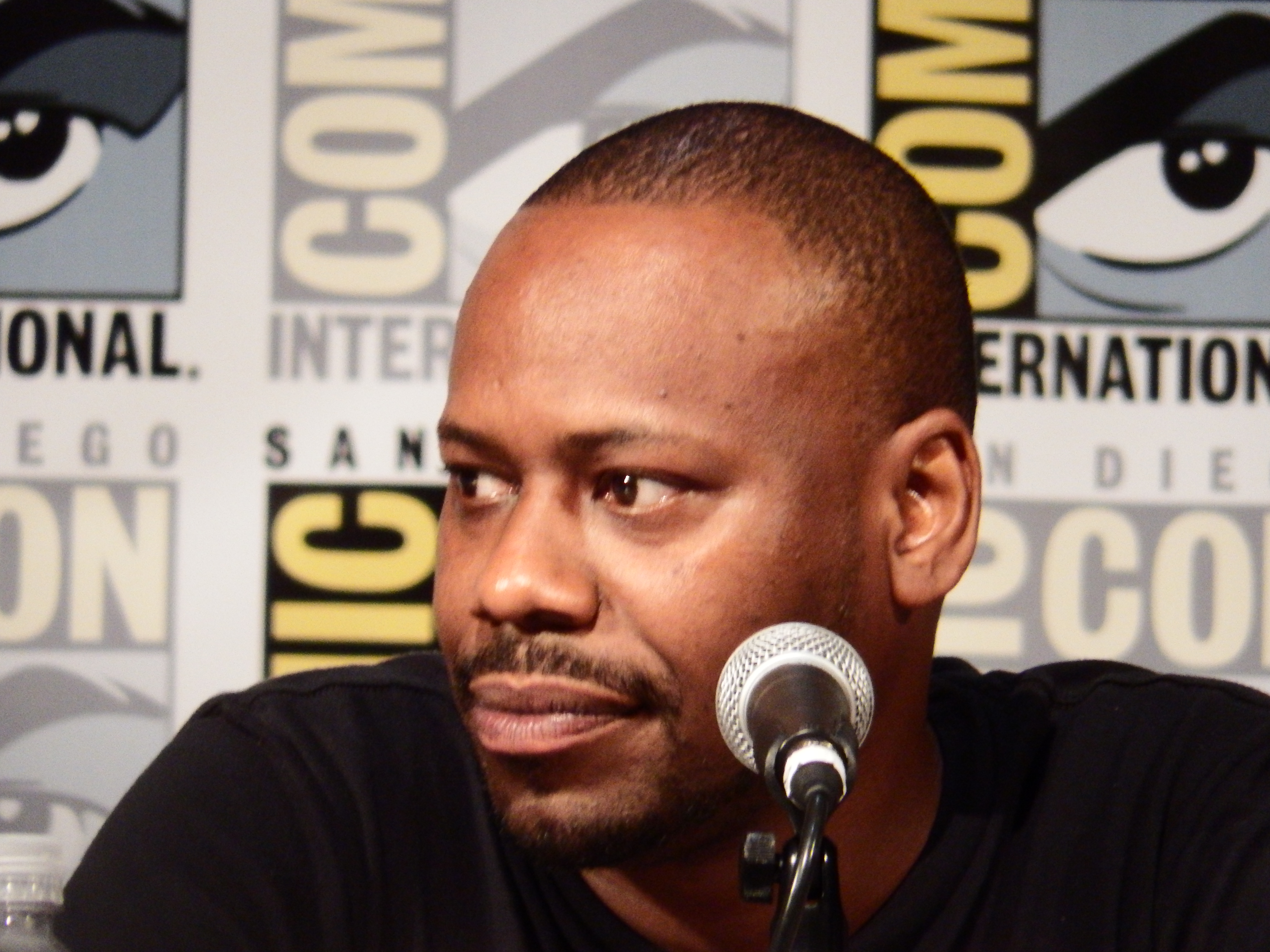
Malcolm Barrett interprète Rufus Carlin.
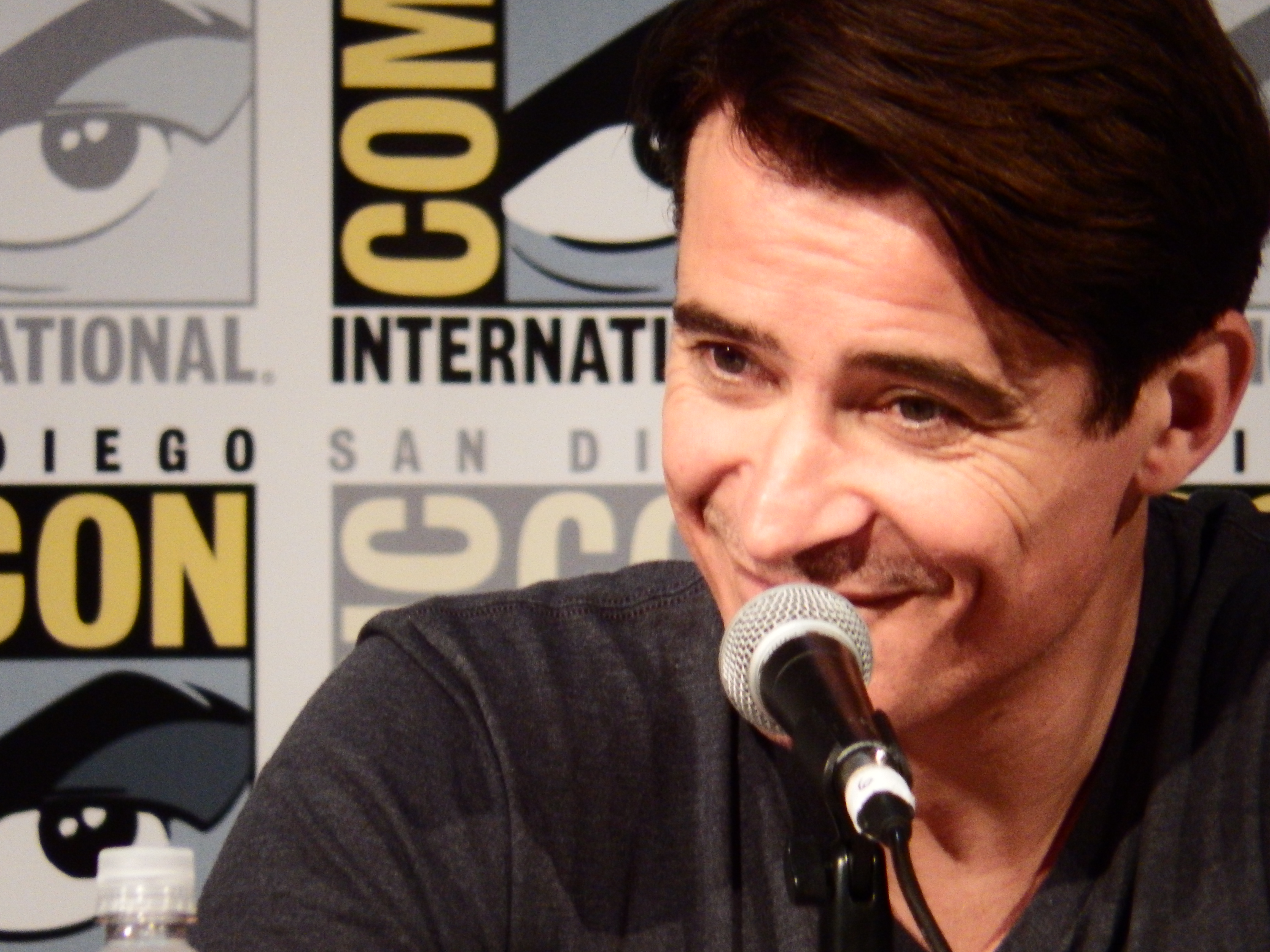
Goran Višnjić interprète Garcia Flynn.

### Acteurs récurrents
- Susanna Thompson (VF : Catherine Le Hénan) : Carolyn Preston, la mère de Lucy
- Annie Wersching (VF : Anne Rondeleux) : Emma Whitmore
- Matt Frewer (VF : Frédéric Cerdal) : Professeur Anthony Bruhl (saison 1)
- John Getz (VF : Philippe Catoire) : Rittenhouse Agent Benjamin Cahill (saison 1)
- Daniel DiTomasso (VF : Nicolas Djermag) : Noah (saison 1)
- Michael Rady (VF : Didier Cherbuy) : Nicholas Keynes[11] (saison 2)
- Tonya Glanz (VF : Christèle Billault) : Jessica Logan (saison 2)

### Invités
- Bailey Noble (en) (VF : Camille Béchon) : Amy, la sœur de Lucy (épisode 1)
- Shantel VanSanten (VF : Alexandra Garijo) : Kate Drummond (épisode 1)
- Hiro Kanagawa (VF : Stéphane Fourreau) : Agent Kondo (épisode 1)
- David Sutcliffe : le patron de Lucy (épisode 1)
- Caitlin Carver (VF : Anne Tilloy) : Maria Thompkins (épisode 8)
- Chris Mulkey : Frank Hamer (épisode 9)
- Katherine Cunningham : Sophia Hayden (épisode 11)
- Zahn McClarnon : Grant Johnson (épisode 12)
- Amanda Brooks (VF : Géraldine Kannamma) : Claire Gilliam (épisode 13)
- Drew Roy : Joel Bender (épisode 13)
- Lucie Guest : Becky (épisode 13)
- Jim Beaver (VF : Jacques Bouanich) : Agent Jake Neville (épisodes 14, 15 et 16)
- Victor Zinck Jr. (VF : Thibaut Belfodil) : Dave Baumgardner (épisodes 5 et 14)
- Johnathan Tchaikovsky (VF : Vincent Bonnasseau) : Ethan Cahill (1954) (épisode 16)
- Bruce Gray (VF : Vincent Bonnasseau) : Ethan Cahill (2017) (épisode 16)

Société de doublage : TVS / Direction artistique de Thierry Wermuth
 Source et légende : version française (VF) sur RS Doublage

## Production

### Développement
Le projet a commencé à la fin août 2015. Le 21 janvier 2016, NBC commande un épisode pilote du projet de série.
Le 13 mai 2016, le réseau NBC annonce officiellement, après le visionnage du pilote, la commande du projet de série sous son titre actuel avec un nombre initial de treize épisodes, pour une diffusion lors de la saison 2016 / 2017.
Le 15 mai 2016, lors des Upfronts 2016, NBC annonce la diffusion de la série pour l'automne 2016.
Le 15 juin 2016, NBC annonce la date de lancement de la série au 3 octobre 2016.
Le 27 septembre 2016, soit une semaine avant la première, le producteur de la série espagnole Le Ministère du temps poursuit Sony et impose une injonction sur la diffusion de la série pour similarités. En fait, une version américaine de cette série espagnole était en préparation, mais les négociations ont pris fin à la fin août 2015, lors de l'annonce du projet de Time.
Le 1er novembre 2016, NBC commande trois épisodes supplémentaires pour un total de seize épisodes.
Le 10 mai 2017, la série est abandonnée.
Le 13 mai 2017, Matt Lanter annonce, sur son compte Facebook, que NBC a décidé de renouveler la série, pour une seconde saison de dix épisodes. Eric Kripke a aussi annoncé que les épisodes seront diffusés en 2018.
Le 22 juin 2018, NBC met fin à la série. Un film de deux heures est envisagé afin de conclure la série et confirmé le 31 juillet.

### Attribution des rôles
L'annonce de l'attribution des rôles a débuté le 17 février 2016, avec l'arrivée d'Abigail Spencer dans le rôle de Lucy Preston. Le 26 février, Claudia Doumit est annoncée dans le rôle de Jiya. Puis le 29 février, Matt Lanter rejoint la série.
En mars 2016, Paterson Joseph rejoint la série dans le rôle de Mason Lark et Malcolm Barrett dans celui de Rufus, ils sont ensuite rejoints par Goran Višnjić et par Sakina Jaffrey qui va jouer le personnage de l'agent Denise Christopher.

## Épisodes

### Première saison (2016-2017)
1. Baptême du temps (Pilot)
2. L'Assassinat d'Abraham Lincoln (The Assassination of Abraham Lincoln)
3. Une vraie bombe (Atomic City)
4. L'Espion que l'on aimait (Party at Castle Varlar)
5. Le Siège de Fort Alamo (The Alamo)
6. Les Secrets du Watergate (The Watergate Tape)
7. Le Protocole (Stranded)
8. La Course à l'Espace[31] (Space Race)
9. La Dernière Cavale de Bonnie and Clyde (Last Ride of Bonnie and Clyde)
10. En toute indépendance (The Capture of Benedict Arnold)
11. Le Manoir de l'horreur (The World's Columbian Exposition)
12. L'Assassinat de Jesse James (The Murder of Jesse James)
13. La Loi du destin (Karma Chameleon)
14. De folles années (The Lost Generation)
15. Ennemi public no 1 (Public Enemy No. 1)
16. La Chasse aux sorcières (The Red Scare)

### Deuxième saison (2018)
Cette saison de dix épisodes a été diffusée du 11 mars 2018 au 13 mai 2018 sur NBC.
1. Combats de femmes (The War to End All Wars)
2. Course infernale (The Darlington 500)
3. Hollywood Stories (Hollywoodland)
4. Les Sorcières de Salem (The Salem Witch Hunt)
5. La Malédiction des Kennedy (The Kennedy Curse)
6. Le Roi du blues (The King of the Delta Blues)
7. Miss Sherlock Holmes (Mrs Sherlock Holmes)
8. L'Attentat (The Day Reagan Was Shot)
9. Le Général (The General)
10. Chinatown (Chinatown)

### Téléfilm (2018)
Le téléfilm, diffusé le 20 décembre 2018, a été réalisé par John Showalter, et scénarisé par Lauren Greer (première partie), et Arika Lisanne Mittman (deuxième partie). Il se retrouve à la fin de la deuxième saison selon la plateforme sur demande.
- Le Miracle de Noël (en deux parties)

### Autres séries télévisées sur le même thème
- Au cœur du temps, série télévisée des années 1960
- Voyages au bout du temps, série télévisée de 1982
- Code Quantum, série américaine (1989-1993)
- Journeyman, série télévisée de 2007

## Distinctions
| Année | Prix                                 | Catégorie                                                          | Nomination      | Résultat   |
| ----- | ------------------------------------ | ------------------------------------------------------------------ | --------------- | ---------- |
| 2017  | 19e cérémonie des Teen Choice Awards | Meilleure série de science-fiction ou fantastique                  | Timeless        | Nomination |
| 2017  | 19e cérémonie des Teen Choice Awards | Meilleure actrice dans une série de science-fiction ou fantastique | Abigail Spencer | Nomination |
| 2017  | 19e cérémonie des Teen Choice Awards | Meilleure nouveauté à la télévision                                | Timeless        | Nomination |
| 2017  | 19e cérémonie des Teen Choice Awards | Meilleure crise de colère                                          | Malcolm Barrett | Nomination |